# Shanghai Masters
A Shanghai Masters (hivatalos nevén Shanghai Masters 1000 presented by Rolex) egy férfiak számára megrendezett tenisztorna Sanghajban. A torna a ATP World Tour Masters 1000-es sorozatba tartozik. Az összdíjazása 5 250 000 dollár. A versenyen 56 játékos vehet részt. Az első nyolc kiemelt nem játszik az első körben. Az első versenyt 2009 októberében rendezték meg.

## Győztesek

### Egyéni
| Év   | Győztes             | Ellenfél a döntőben   | Eredmény a döntőben |
| ---- | ------------------- | --------------------- | ------------------- |
| 2013 | Novak Đoković       | Juan Martín del Potro | 6–1, 3–6, 7–6(3)    |
| 2012 | Novak Đoković       | Andy Murray           | 5–7, 7–6(11), 6–3   |
| 2011 | Andy Murray         | David Ferrer          | 7–5, 6–4            |
| 2010 | Andy Murray         | Roger Federer         | 6–3, 6–2            |
| 2009 | Nyikolaj Davigyenko | Rafael Nadal          | 7–6(3), 6–3         |

### Páros
| Év   | Győztesek                             | Ellenfelek a döntőben                  | Eredmény a döntőben    |
| ---- | ------------------------------------- | -------------------------------------- | ---------------------- |
| 2013 | Ivan Dodig / Marcelo Melo             | David Marrero / Fernando Verdasco      | 7–6(2), 6–7(6), [10–2] |
| 2012 | Lijendar Pedzs / Radek Štěpánek       | Mahes Bhúpati / Róhan Bópanna          | 6–7(7), 6–3, [10–5]    |
| 2011 | Makszim Mirni / Daniel Nestor         | Michaël Llodra / Nenad Zimonjić        | 3–6, 6–1, [12–10]      |
| 2010 | Jürgen Melzer / Lijendar Pedzs        | Mariusz Fyrstenberg / Marcin Matkowski | 7–5, 4–6, [10–5]       |
| 2009 | Julien Benneteau / Jo-Wilfried Tsonga | Mariusz Fyrstenberg / Marcin Matkowski | 6–2, 6–4               |